# Kleinfurra
Kleinfurra è un comune di 1 010 abitanti della Turingia, in Germania.
Appartiene al circondario di Nordhausen ed è amministrato sussidiariamente dalla città di Bleicherode.